# Hidrogels

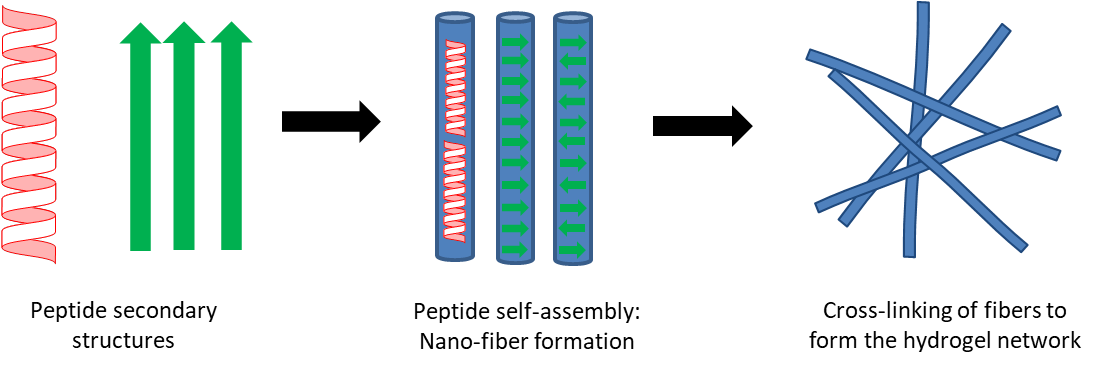
Esquema simplificat per mostrar el procés d'autoassemblatge implicat en la formació d'hidrogels.

Un hidrogel és un material bifàsic, una barreja de sòlids porosos i permeables i almenys un 10% en pes o volum de fluid intersticial compost totalment o principalment per aigua. En els hidrogels, el sòlid permeable porós és una xarxa tridimensional insoluble en aigua de polímers naturals o sintètics i un fluid, que ha absorbit una gran quantitat d'aigua o fluids biològics. Aquestes propietats sustenten diverses aplicacions, especialment en l'àmbit biomèdic. Molts hidrogels són sintètics, però alguns es deriven de la natura. El terme "hidrogel" va ser encunyat el 1894.
Els enllaços entrecreuats que uneixen els polímers d'un hidrogel es divideixen en dues categories generals: hidrogels físics i hidrogels químics. Els hidrogels químics tenen enllaços de reticulació covalents, mentre que els hidrogels físics tenen enllaços no covalents. Els hidrogels químics poden donar lloc a gels forts reversibles o irreversibles a causa de l'enllaç covalent. Els hidrogels químics que contenen enllaços de reticulació covalents reversibles, com els hidrogels de tiòmers reticulats mitjançant enllaços disulfur, no són tòxics i s'utilitzen en nombrosos medicaments. Els hidrogels físics solen tenir una alta biocompatibilitat, no són tòxics i també són fàcilment reversibles, simplement canviant un estímul extern com el pH, la concentració d'ions alginat) o la temperatura (gelatina); també s'utilitzen per a aplicacions mèdiques. Els enllaços físics consisteixen en enllaços d'hidrogen, interaccions hidrofòbiques i enllaços de cadenes (entre d'altres). Un hidrogel generat mitjançant l'ús d'enllaços físics de vegades s'anomena hidrogel "reversible". Els enllaços químics consisteixen en enllaços covalents entre cadenes de polímers. Els hidrogels generats d'aquesta manera de vegades s'anomenen hidrogels "permanents".